# Coelioxys wagenknechti
Coelioxys wagenknechti är en biart som beskrevs av Jesus Santiago Moure 1951. Coelioxys wagenknechti ingår i släktet kägelbin, och familjen buksamlarbin. Inga underarter finns listade i Catalogue of Life.